# Sjeverni savez
Sjeverni savez, ili Ujedinjena fronta je ime za afganistanski savez vojski različitih ratnih vođa koji se od 1996. bore protiv talibanskog režima koji sljedećih godina uspijeva dovesti pod kontrolu više od devedeset posto teritorija Afganistana. Osim vojnog čelnika Ahmada Shah Massouda, ističu se i vođe kao Burhanuddin Rabbani i Abdul Rashid Dostum.
Nakon mukotrpne borbe važan se preokret događa zbog terorističkih napada 11. rujna 2001. na SAD koje su izveli talibanski saveznici al-Qaeda i Osama bin Laden. SAD pokreću tzv. Rat protiv terorizma zračnim napadima na vojne ciljeve Talibana i terorista. Uz zračnu pomoć, Sjeverni savez napreduje Afganistanom te oslobađa Kabul i ostale gradove. Takav oslobođeni Afganistan dobiva novu vojsku (bivši Sjeverni savez), novu vladu i novog predsjednika Hamida Karzaija.